# Hexen II
Hexen II es un videojuego de disparos en primera persona de fantasía oscura desarrollado por Raven Software entre 1996 y 1997, publicado por id Software y distribuido por Activision. Fue la tercera entrega en las series Hexen/Heretic, y el último en la trilogía de Serpent Riders. Fue puesto a disposición a través de Steam, el 3 de agosto de 2007. Utiliza un motor modificado de Quake, tiene modos un jugador y multijugador, así como cuatro clases de personajes para elegir, cada uno con diferentes habilidades. Estos incluyen al ofensivo Paladín, el defensivo Cruzado, el hechicero Nigromante, y la silenciosa Asesina.
Mejoras de Hexen y Quake incluyen entornos destructibles, armas montadas y nivel único de mejora de habilidades. Al igual que su predecesor, Hexen II también utiliza un sistema de hub. Estos hub eran una serie de niveles interconectados, los cambios realizados en un nivel tenían efecto en otro. El Artefacto tomo de poder hizo un retorno de Heretic.

## Sistema de Juego
El sistema de juego de Hexen II es muy similar al del original Hexen. En lugar de tres clases, Hexen II ofrece cuatro: Paladin, Cruzado, Asesino y Nigromante, cada una con sus propias armas y estilo de juego.
Hexen II también agrega ciertos elementos de Videojuego de rol a la mezcla. Cada personaje posee una serie de estadísticas que incrementan al ganar experience. Esto causa que cuando el personaje del jugador crezca en poder su Salud (HP) y Mana (MP) incrementen.

## Argumento
Thyrion es un mundo que fue esclavizado por los Jinetes Serpiente. Los dos juegos anteriores de la serie documentan la liberación de otros dos mundos, junto con la muerte de sus señores Serpiente Jinetes. Ahora, el más antiguo y el más poderoso de los tres hermanos Jinetes Serpiente, Eidolon, hay que derrotarlo para liberar Thyrion. Eidolon se apoya en sus cuatro generales, sí una referencia a los Cuatro Jinetes del Apocalipsis. (La Hambruna, La Muerte, La Pestilencia y La Guerra). Para hacer frente a cada general, el jugador tiene que viajar a cuatro continentes diferentes, cada uno poseyendo un tema distinto (Europa Medieval para Blackmarsh, Mesoamérica para Mazaera, Antiguo Egipto para Thysis y Grecorromano para Septimus). Entonces, finalmente, el jugador vuelve a Blackmarsh para hacer frente al mismo Eidolon al interior de su propia Catedral.

## Armas
Cada personaje en el juego tiene un conjunto único de las armas.
- El Paladín (Paladin)
  - Guanteletes
  - Espada Vorpalina
  - Hacha
  - Purificador

- El Cruzado (Crusader)
  - Maza de Guerra
  - Maza de Hielo
  - Báculo del Meteoro
  - Portador de Luz (o Luz de Fuego)

- El Nigromante (Necromancer)
  - Hoz
  - Misiles Mágicos
  - Esquirlas de Hueso
  - Báculo del Cuervo

- La Asesina (Assassin)
  - Katar
  - Ballesta
  - Granadas
  - Báculo de Set

### Artefactos  y Armaduras
- Armadura:
  - Amuleto
  - Coraza
  - Muñequeras
  - Casco
- Artefactos: 
  - Antorcha
  - Frasco curativo
  - Frasco de cuarzo
  - Urna mística
- Cristales de Maná:
  - Maná azul
  - Maná verde
  - Combinación de manás.
  - Crátera del Poder
- Artilugio del Caos
- Botas relámpago
- Disco de Repulsión
- Icono del Defensor
- Tomo del Poder
- Sello del Ovinomante
- Jeroglífico de los Antiguos
- Halo de la Fuerza
- Piedra de la Invocación
- Esfera de la Invisibilidad

- Anillos: 
  - Anillo del Vuelo
  - Anillo del Agua
  - Anillo de la Regeneración
  - Anillo del Rechazo

- Datos: Q284203